# 曾昭達
曾昭達（Tsang Chiu Tat，1989年2月13日—），生於香港，已退役香港足球運動員，司職右後衛，擁有亞洲足協A級教練資格，現時擔任香港超級聯賽球隊理文技術總監。

## 球會生涯
曾昭達生於香港，青年階段成長於香港足球的冰河時代中期，而且球會青訓幾近停頓，卻由香港足球總會負起有限青訓工作的千禧年初，而當時他按年齡編進香港09，與歐陽耀沖、曾錦濤和葉頌朗等球員由U13開始已在同隊長期集訓，為2009年東亞運動會重點培訓。在學其間，以兼職形式效力東方和公民，直到畢業後分別以職業球員身份效力華家堡，南區及屯門，但球員事業始終未見突出，而其事業的高峰已經是2012/13年協助南區取得聯賽第4名的球季中，取得較多出場機會，於是曾昭達在2014年便決定不勉強地找支職業球會求落班，轉會半職業的甲組球會油尖旺，並為補生計擔當太陽飛馬U18和U13梯隊及幾支校隊的教練。
直到2015/16球季，曾昭達隨恩師馮凱文邀請加盟港超聯地區球會元朗，不過球季結束後由於教練馮凱文帶同部份球員轉會流浪，使曾昭達亦決定掛靴，擔任九巴元朗主教練。

## 教練生涯
曾昭達在會考成績有20分，本身學業成績不俗，最後亦如願入讀香港城市大學會計系，而他早在18歲時便已經拿着D級教練的牌照，回到母校賽馬會體藝中學校隊任教，期間亦曾經作為沙體女足主教練達3年，而前東方主教練陳婉婷當時也是他麾下的球員，令他基本上自成年以後足球生涯都同時兼顧教練與球員兩個身份。

### 陽光元朗時期（2016–18）
直到2016/17球季，由於元朗有大批球員離隊，令元朗新球季球隊陣容近半球員皆為新加盟，而球會更籍此機會銳意年輕化，並邀請27歲的曾昭達擔任元朗教練，與此同時，他在恩師陳曉明的引薦下接掌香港大學校隊的教練。在2016年8月27日，曾昭達首度領軍便帶領元朗以6–2大勝升班馬港會。2017年3月9日，曾昭達與元朗簽下兩年合約，而他於6月休季期間前往菲律賓修讀亞洲足協A級教練課程，而他於2017年於12月24日帶領元朗在高級組銀牌四強加時以3–1反勝冠軍球會傑志，執教生涯首度擊敗傑志，兼首度球會晉級決賽，結果他帶領元朗在決賽以3–0擊敗東方龍獅，相隔50年後再奪得高級組銀牌冠軍。

### 理文時期（2018–24，2025–）
曾昭達於2018/19球季加盟理文出任助教，2023年2月5日起暫代主教練一職，4月27日，正式擔任理文主教練一職。
2024年5月19日，曾昭達帶領理文提早一輪，首奪港超聯冠軍。一周後，理文以聯賽不敗成績封王。10月3日，理文官方宣佈他卸任球會主教練一職，將前往進修，帥位由助教朱兆基暫代。
曾昭達於2025/26球季擔任理文技術總監一職。

## 球場以外
在歐洲眾多有名教練中，曾昭達最欣賞激情與戰術理念兼備的高普及哥迪奧拿，在元朗職球員中，與曾昭達交情最深的是數10年前已與其結隊友緣的談樂軒，而且兩人由兒時隊友，到如今以教練和球員身份合作。

## 生涯數據

### 執教生涯
最後更新：2024年10月3日
| 球會     | 由            | 至            | 紀錄 | 紀錄 | 紀錄 | 紀錄 | 紀錄 | 紀錄 | 紀錄 | 紀錄  |
| 球會     | 由            | 至            | G    | W    | D    | L    | GF   | GA   | GD   | 勝率  |
| -------- | ------------- | ------------- | ---- | ---- | ---- | ---- | ---- | ---- | ---- | ----- |
| 陽光元朗 | 2016年7月16日 | 2018年5月20日 | 50   | 19   | 11   | 20   | 74   | 71   | +3   | 38.00 |
| 理文     | 2023年2月6日  | 2024年10月3日 | 53   | 34   | 9    | 10   | 133  | 64   | +69  | 64.15 |
| 總共     | 總共          | 總共          | 103  | 53   | 20   | 30   | 207  | 135  | +72  | 51.46 |

## 榮譽

### 執教生涯
陽光元朗
- 高級組銀牌：2017–18

理文
- 香港超級聯賽：2023–24

## 外部連結
- 香港足總網站球員資料 （页面存档备份，存于）